# Кикоин, Абрам Константинович
Абра́м Константи́нович (Ку́шелевич) Кико́ин (1914—1999) — советский учёный-физик, кандидат физико-математических наук (1940), профессор (1982), альпинист.

## Биография
Родился 23 февраля 1914 года в еврейской семье, в местечке Жагоры Шавельского уезда Ковенской губернии. Отец — Кушель Исаакович Кикоин (1868—1940), мать — Буня Израилевна Майофис (расстреляна в феврале 1942 года во время акции по уничтожению еврейского населения Пскова). Отец, уроженец местечка Игумен Минской губернии, был с 1904 года учителем и заведующим казённого еврейского училища в Жагорах, а когда семья была выселена из прифронтовой полосы в 1915 году в Опочку — работал учителем математики и латинского языка в реальном училище. Брат и соавтор — доктор физико-математических наук Исаак Константинович Кикоин. В 1921 году семья перебралась в Псков, жила бедно и в школу будущий учёный пошёл лишь в 1924 году, сначала сразу в четвёртый класс еврейской школы на углу Некрасовской и Сергиевской улиц, а в 1925 году поступил в 1-й класс первой школы второй ступени.
Трудовую деятельность начал в сентябре 1930 года после окончания средней школы в Пскове и переезда в Ленинград (в качестве лаборанта Ленинградского физико-технического института).
В январе 1931 года стал студентом физико-механического факультета Ленинградского политехнического института.
В июле 1936 года, окончив обучение в институте, Абрам Кикоин переехал в Харьков и стал аспирантом (научный руководитель — Л. В. Шубников), а затем — старшим научным сотрудником лаборатории низких температур Украинского физико-технического института. Параллельно преподавал в Харьковском университете, работая ассистентом у Л. Д. Ландау.
В ноябре 1941 году, в связи с приближением к Харькову немецких войск, был направлен в Алма-Ату, где оказывал помощь в налаживании работы промышленных предприятий республики в условиях военного периода. Также штабом Среднеазиатского военного округа был привлечен в качестве инструктора по альпинизму к подготовке бойцов и командиров горно-стрелковых частей Красной Армии.
С октября 1943 года по 1945 год, находясь в городе Свердловске, участвовал в экспериментальных исследованиях, проводившихся в рамках советской атомной программы в Институте физики металлов Уральского филиала Академии Наук СССР и одновременно занимался преподавательской работой в Уральском индустриальном институте. В 1946 году был назначен заведующим кафедрой физики института и занимал данную должность до 1952 года, а его преподавательская деятельность в институте продолжалась до 1961 года. Член КПСС с 1962 года.
В 1946—1970 годах также работал в Институте физики металлов, где с мая 1957 по декабрь 1970 занимал должность заведующего лабораторией излучений.
В 1962—1986 годах занимался преподавательской работой в Уральском государственном университете, где с декабря 1970 года занимал должность доцента, а с февраля 1982 — профессора кафедры общей физики.
С июля 1986 года находился на пенсии.
С 1989 года Кикоин, владевший идишем и ивритом, а также хорошо знакомый с историей, культурой и традициями еврейского народа, участвовал в работе Свердловского общества еврейской культуры «Атиква».
Умер 22 сентября 1999 года в Екатеринбурге. Похоронен на Широкореченском кладбище.

## Семья
- Жена — Екатерина Ивановна Сосенкова.
  - Сын — физик-теоретик и поэт Константин Абрамович Кикоин (1945—2016), доктор физико-математических наук, в 1991—1997 годах — заместитель главного редактора «Журнала экспериментальной и теоретической физики», затем профессор Тель-Авивского университета.
- Брат — Исаак Константинович Кикоин (1908—1984), физик, академик.
- Сестра — Елизавета Константиновна (Елена Кушелевна) Кикоин  (1906 — после 1990), преподавала географию в Одессе, была замужем за офтальмологом, доктором медицинских наук Бенционом Самойловичем Бродским[3][4].

## Награды
За достигнутые успехи в общественной деятельности, активную пропаганду научных знаний среди трудящихся Свердловской области — Абрам Константинович неоднократно награждался почетными грамотами партийных, советских органов и общественных организаций.

## Интересные факты
- Абрам Константинович и Исаак Константинович Кикоины — авторы многократно переиздававшегося учебного пособия для высших учебных заведений «Молекулярная физика», а также учебников по физике для 8, 9 и 10 классов средних школ[5]. В учебники периодически вносились изменения, соответствующие современному для каждой версии уровню развития науки, они многократно переиздавались с 1965 по 2007 год.
- А. К. Кикоин — автор более 70 статей по всем разделам школьной физики в журнале «Квант»[6].
- А. К. Кикоин — один из основателей советского альпинизма. В течение многих лет возглавлял Федерацию альпинизма Свердловской области[1][7][8].
- А. К. Кикоин принимал участие в поисках туристической группы Дятлова, пропавшей в феврале 1959 года в предгорьях Урала[9].